# Episodi di Due uomini e mezzo (nona stagione)
La nona stagione della serie televisiva Due uomini e mezzo è stata trasmessa negli Stati Uniti dal 19 settembre 2011 al 14 maggio 2012 su CBS.
In lingua italiana, la messa in onda della stagione è avvenuta in prima visione in chiaro in Svizzera, trasmessa da RSI LA1.
La stagione, in Italia, va in onda su Joi dal 24 settembre 2013. In chiaro è stata trasmessa su Rai 2 dal 12 giugno 2014 al 23 maggio 2015. Charlie Sheen viene sostituito nel cast da Ashton Kutcher.
| nº | Titolo originale                 | Titolo italiano                      | Prima TV USA      | Prima TV Italia   |
| -- | -------------------------------- | ------------------------------------ | ----------------- | ----------------- |
| 1  | Nice to Meet You Walden Schmidt  | È un piacere conoscerti              | 19 settembre 2011 | 24 settembre 2013 |
| 2  | People Who Love Peepholes        | Sciupafemmine specializzato          | 26 settembre 2011 | 24 settembre 2013 |
| 3  | Big Girls Don't Throw Food       | Herpes junior                        | 3 ottobre 2011    | 1º ottobre 2013   |
| 4  | Nine Magic Fingers               | Nove dita magiche                    | 10 ottobre 2011   | 1º ottobre 2013   |
| 5  | A Giant Cat Holding Churro       | Il mastro pasticcere                 | 17 ottobre 2011   | 8 ottobre 2013    |
| 6  | The Squat and the Hover          | L'anima gemella                      | 24 ottobre 2011   | 8 ottobre 2013    |
| 7  | Those Fancy Japanese Toilets     | Quelle simpatiche toilets giapponesi | 31 ottobre 2011   | 15 ottobre 2013   |
| 8  | Thanks for the Intercourse       | Grazie per l'intermezzo              | 7 novembre 2011   | 15 ottobre 2013   |
| 9  | Frodo's Heatshots                | Senza casa                           | 14 novembre 2011  | 22 ottobre 2013   |
| 10 | Fishbowl Full of Glass Eyes      | La fede è come la kryptonite         | 21 novembre 2011  | 22 ottobre 2013   |
| 11 | What a Lovely Landing Strip      | Chiodo scaccia chiodo                | 5 dicembre 2011   | 29 ottobre 2013   |
| 12 | One False Move, Zimbabwe!        | Magilla Gorilla                      | 12 dicembre 2011  | 29 ottobre 2013   |
| 13 | Slowly and in a Circular Fashion | Mozione approvata                    | 2 gennaio 2012    | 5 novembre 2013   |
| 14 | A Possum on Chemo                | Barba e capelli                      | 16 gennaio 2012   | 5 novembre 2013   |
| 15 | The Duchess of Dull-in-Sack      | Interludio carnale                   | 6 febbraio 2012   | 12 novembre 2013  |
| 16 | Sips, Sonnets and Sodomy         | San Valentino                        | 13 febbraio 2012  | 12 novembre 2013  |
| 17 | Not In My Mouth!                 | Solo tre parole                      | 20 febbraio 2012  | 19 novembre 2013  |
| 18 | The War Against Gingivitis       | Manipolazione e incubazione          | 27 febbraio 2012  | 19 novembre 2013  |
| 19 | Palmdale, Ech                    | Mamme!                               | 19 marzo 2012     | 26 novembre 2013  |
| 20 | Grandma's Pie                    | Il terzo socio                       | 9 aprile 2012     | 26 novembre 2013  |
| 21 | Mr. Hose Says 'Yes               | Il dolce profumo della libertà       | 16 aprile 2012    | 3 dicembre 2013   |
| 22 | Why We Gave Up Women             | Visita dall'inferno                  | 30 aprile 2012    | 3 dicembre 2013   |
| 23 | The Straw In My Donut Hole       | Sensi di colpa                       | 7 maggio 2012     | 10 dicembre 2013  |
| 24 | Oh Look! Al-Qaeda!               | Jake alle armi                       | 14 maggio 2012    | 10 dicembre 2013  |

## È un piacere conoscerti
- Titolo originale: Nice to Meet You Walden Schmidt
- Diretto da: James Widdoes
- Scritto da: Chuck Lorre, Lee Aronsohn, Eddie Gorodetsky e Jim Patterson

### Trama
Si tiene il funerale di Charlie, morto sotto un treno, cui partecipano molte delle sue ex e durante il quale Rose spiega la causa della morte, avvenuta dopo l'ennesimo tradimento durante la loro permanenza a Parigi. Evelyn si prodiga subito per vendere la casa, dati i debiti lasciati dal figlio, mentre Alan, non appena riceve le ceneri del fratello, conosce Walden Schmidt, un giovane genio del computer ricchissimo che arriva a casa sua dopo aver tentato il suicidio per amore. I due si dirigono quindi al bar dove di solito andavano Alan e Charlie e Walden rimorchia due ragazze. La mattina dopo comunica ad Alan di voler comprare la casa.
- Guest star: Jenna Elfman (Dharma Finkelstein), Thomas Gibson (Greg Montgomery), Jery Ryan (Sherry).

- Nota: in questo episodio vi è un crossover con la sit-com Dharma & Greg, creata dallo stesso autore Chuck Lorre, grazie alla presenza dei due protagonisti (tra cui Thomas Gibson che é all'epoca era uno dei protagonisti di Criminal Minds anch'essa trasmessa sulla CBS.)

## Sciupafemmine specializzato
- Titolo originale: People Who Love Peepholes
- Diretto da: James Widdoes
- Scritto da: Chuck Lorre, Lee Aronsohn, Eddie Gorodetsky e Jim Patterson

### Trama
Venduta la casa a Walden,  Alan si trasferisce da Evelyn, ma la situazione si fa subito imbarazzante. Dopo avergli riconsegnato alcuni libri, Walden e Alan vanno a casa del primo per parlare con sua moglie Bridget, che spiega di averlo lasciato perché, anche se è un uomo buono e sono stati insieme per tanto tempo, è un eterno bambino. I due quindi si ubriacano con Berta, assunta come governante anche da Walden e trasferitasi a casa sua, ma la mattina dopo arriva a casa loro Bridget, decisa a dare un'ultima possibilità al marito. Walden, desideroso di sdebitarsi con Alan per aver allontanato una ragazza (giunta in cerca di Charlie e infatuatasi subito del nuovo proprietario), gli concede di vivere con lui finché non troverà casa.

## Herpes junior
- Titolo originale: Big Girls Don't Throw Food
- Diretto da: James Widdoes
- Scritto da: Chuck Lorre, Andrew J. B. Aronsohn (soggetto); Eddie Gorodetsky e Jim Patterson (sceneggiatura)

### Trama
Judith consegna Jake ad Alan e così il ragazzo ha modo di conoscere Walden; dopo aver sentito la sua storia, Jake si convince a lasciare la scuola e iniziare a lavorare, ma entrambi i genitori si oppongono. Walden intanto esce con Bridget, ma presto il suo lato bambino prende di nuovo il sopravvento; tornato a casa parla con Judith e i due si baciano: Jake li riprende col cellulare per poter ricattare sua madre.

## Nove dita magiche
- Titolo originale: Nine Magic Fingers
- Diretto da: James Widdoes
- Scritto da: Eddie Gorodetsky e Jim Patterson (soggetto); Chuck Lorre e Lee Aronsohn (sceneggiatura)

### Trama
Alan e Lindsay escono a cena: al loro ritorno la donna incoraggia Walden a cercare una nuova storia e, dopo essere andato per bar, ritorna a casa con Courtney. Alan tenta di metterlo in guardia ma lui non lo ascolta; sarà l'intervento di Bridget a risolvere la questione. Walden, riconoscente per l'aiuto offertogli, propone ad Alan di rimanere a casa sua per sempre.

## Il mastro pasticcere
- Titolo originale: A Giant Cat Holding Churro
- Diretto da: James Widdoes
- Scritto da: Chuck Lorre, Lee Aronsohn, Eddie Gorodetsky e Jim Patterson (soggetto); Susan Beavers, Don Reo e David Richardson (sceneggiatura)

### Trama
Alan e Lindsay litigano e, andando a guardare la tv con Walden, i due vedono il film porno che la donna girò da giovane. Il giorno dopo va a casa sua e ne parlano: Alan le confessa molti dei suoi segreti, tra cui di aver rubato a Judith gli orecchini di diamante che le regalò, e Lindsay lo caccia di nuovo. Walden organizza una festa per tirarlo su e ad essa interviene anche Lindsay, ma Walden fa in modo che lei non veda Alan con le ragazze presenti. Il giorno dopo i due si incontrano e, confessatole il motivo della sua assenza, lo caccia di nuovo.

## L'anima gemella
- Titolo originale: The Squat and the Hover
- Diretto da: James Widdoes
- Scritto da: Chuck Lorre, Lee Aronsohn, Eddie Gorodetsky e Jim Patterson (soggetto); Susan Beavers, Don Reo e David Richardson (sceneggiatura)

### Trama
Walden riceve le pratiche per il divorzio e decide di bruciare tutti i ricordi del suo matrimonio e di vendere la casa; Alan, allarmato, gli consiglia allora di vedere la stessa psichiatra da cui andava Charlie. I due vanno quindi al cinema, dove incontrano Bridget in compagnia di un altro uomo, Alex, per poi recarsi al solito bar, dove tentano di rimorchiare due lesbiche. Alan bacia una delle due e l'altra gli rompe il naso, ma almeno Walden decide di rimanere.

## Quelle simpatiche toilets giapponesi
- Titolo originale: Those Fancy Japanese Toilets
- Diretto da: James Widdoes
- Scritto da: Chuck Lorre e Lee Aronsohn (soggetto); Eddie Gorodetsky e Jim Patterson (sceneggiatura)

### Trama
Evelyn consegna ad Alan il diario che Charlie teneva in una cassetta di sicurezza e che rivela una profondità inaspettata; la donna poi si offre come arredatrice a Walden e, sebbene Alan lo metta in guardia, alla fine i due finiscono a letto. Jake, intanto, sfrutta l'infatuazione che la sua tutor Megan ha per Walden per farci sesso.

## Grazie per l'intermezzo
- Titolo originale: Thanks for the Intercourse
- Diretto da: James Widdoes
- Scritto da: Chuck Lorre e Susan McMartin (soggetto); Lee Aronsohn, Eddie Gorodetsky e Jim Patterson (sceneggiatura)

### Trama
Alan comincia a sentire la mancanza del fratello e la cosa peggiora quando Walden regala il suo pianoforte ad una scuola per ragazzi bisognosi. Walden lo raggiunge quindi al bar, dove conquista una ragazza; la sera stessa Alan, pensando al fratello, ammette a se stesso di aver sempre voluto essere come lui e, spacciandosi per Charlie, conquista anche lui una ragazza. Alan inizia quindi a comportarsi in tutto e per tutto come il fratello, al punto da identificarsi come Charlie (col bere, gli abiti e le donne) e non più come Alan finché Walden, su consiglio di Jake, non lo porta in una clinica psichiatrica.

## Senza casa
- Titolo originale: Frodo's Heatshots
- Diretto da: James Widdoes
- Scritto da: Chuck Lorre e Lee Aronsohn (soggetto); Susan Beavers, Don Reo e David Richardson (sceneggiatura)

### Trama
Dopo un mese di cura, Alan viene dimesso dalla clinica ma riceve una notizia tragica dopo l'altra: Jake ha messo incinta Megan, Walden e Lindsay si sono messi insieme, Herb ha scoperto che Alan è il vero padre di sua figlia e gli spara; per fortuna scopre che è solo un incubo e, tornato a casa, Walden gli mostra le migliorie apportate.

## La fede è come la kryptonite
- Titolo originale: Fishbowl Full of Glass Eyes
- Diretto da: James Widdoes
- Scritto da: Chuck Lorre e Gemma Baker (soggetto); Lee Aronsohn, Eddie Gorodetsky e Jim Patterson (sceneggiatura)

### Trama
Jake comincia a fare dei lavoretti per Walden e i due conoscono al supermercato un'avvocatessa inglese, Zoey, con cui poi Walden esce. Alan cerca di impegnare alcuni oggetti perché non vuole chiedere soldi a Walden, che glieli darebbe volentieri, perché non vuole diventare l'ennesimo amico approfittatore del milionario. Alla fine Walden gli dà la sua fede nuziale molto costosa, deciso a ripartire; Zoey tuttavia si rende conto di quanto Walden sia ancora legato a Bridget. Alan restituisce la fede a Walden e questi la butta in mare, decidendo poi di chiedergli l'affitto come segno di rispetto.

## Chiodo scaccia chiodo
- Titolo originale: What a Lovely Landing Strip
- Diretto da: James Widdoes
- Scritto da: Chuck Lorre e Lee Aronsohn (soggetto); Eddie Gorodetsky, Jim Patterson e Don Reo (sceneggiatura)

### Trama
Walden e Zoey si vedono di nuovo e, nonostante abbia appena firmato le carte del divorzio, lui si vuole subito buttare a capofitto nella nuova relazione; tutti glielo sconsigliano, ma quando aiuta la figlia di Zoey a entrare nella prestigiosa scuola che lei vuole gli si concede. Il giorno dopo tuttavia Bridget si presenta a casa di Walden dicendogli che lo vuole ancora, ma questi, dopo i consigli di Alan, sceglie Zoey, scatenando l'ira della ex moglie che viene avvicinata da Rose.

## Magilla Gorilla
- Titolo originale: One False Move, Zimbabwe!
- Diretto da: James Widdoes
- Scritto da: Chuck Lorre e Lee Aronsohn (soggetto); Jim Patterson, Eddie Gorodetsky e Don Reo (sceneggiatura)

### Trama
Arrivano le feste di Natale e Walden ospita sua madre Robin. La donna studia i primati e rivela di aver cresciuto il figlio con uno di essi fino ai quattro anni: la cosa fa infuriare Walden, che si è sempre comportato bene per non sparire come capitato al "fratello". Dopo essersi ubriacato si dirige a casa di Zoey, dove trova i suoi genitori e si arrampica sul tetto: Alan e Robin intervengono e la situazione si risolve. Robin infine fa incontrare Walden e Magilla.

## Mozione approvata
- Titolo originale: Slowly and in a Circular Fashion
- Diretto da: James Widdoes
- Scritto da: Chuck Lorre e Ashton Kutcher (soggetto); Lee Aronsohn, Eddie Gorodetsky e Jim Patterson (sceneggiatura)

### Trama
Walden perde ottanta milioni di dollari in un investimento e Bridget e Robin lo escludono dal cda della loro società; Walden allora si rivolge a Zoey, che analizzando lo statuto gli consiglia di nominare un quarto membro che lo appoggi e la scelta ricade su Alan. Prima Robin e poi Bridget tentano di corromperlo, ma Alan rimane fedele a Walden, che riottiene la carica di presidente della società.

## Barba e capelli
- Titolo originale: A Possum on Chemo
- Diretto da: James Widdoes
- Scritto da: Susan Beavers e Susan McMartin (soggetto); Chuck Lorre, Eddie Gorodetsky e Jim Patterson (sceneggiatura)

### Trama
Walden, Zoey e Alan vanno a cena fuori e al ristorante rivedono Lindsay, che esce con un ragazzo giovane e ricco. Walden e Zoey, tornati a casa, discutono del look del primo e questi promette alla compagna di radersi in vista di un importante party di lavoro, ma poi ci ripensa e litiga con lei. Alan e Lindsay tornano insieme perché gli standard dell'ex compagno della donna erano troppo alti mentre Walden si rade e infine si riappacifica con Zoey.

## Interludio carnale
- Titolo originale: The Duchess of Dull-in-Sack
- Diretto da: James Widdoes
- Scritto da: Chuck Lorre e Lee Aronsohn (soggetto); Eddie Gorodetsky, Jim Patterson e Don Reo (sceneggiatura)

### Trama
Walden nota che il sesso con Zoey, che ancora non vuole fargli incontrare la figlioletta Ava, è decisamente peggiorato ma la donna è molto chiusa sull'argomento. I due allora tentano di sciogliersi un po' mangiando i brownies alla marijuana di Berta, ma senza successo. Zoey si scusa con Walden e questi conosce Nigel, l'ex marito della donna, e anche Ava, con cui stringe subito amicizia: Zoey capisce quindi di potersi fidare di lui e i loro problemi a letto si risolvono.

## San Valentino
- Titolo originale: Sips, Sonnets and Sodomy
- Diretto da: James Widdoes
- Scritto da: Eddie Gorodetsky, Jim Patterson e Don Reo (soggetto); Chuck Lorre e Lee Aronsohn (sceneggiatura)

### Trama
Arriva il giorno di San Valentino e Lindsay e Zoey litigano e cominciano a prendersi in giro l'un l'altra coinvolgendo anche i rispettivi compagni; si scatena inoltre una tremenda bufera che li costringe a rimanere a casa. Lindsay manda Alan a comprare degli assorbenti e a lui si aggrega Walden, così da uscire dal clima teso della casa: Lindsay e Zoey hanno quindi modo di riappacificarsi mentre Alan e Walden sono alle prese con le intemperie del tempo.

## Solo tre parole
- Titolo originale: Not In My Mouth!
- Diretto da: James Widdoes
- Scritto da: Eddie Gorodetsky, Jim Patterson e Don Reo (soggetto); Chuck Lorre e Lee Aronsohn (sceneggiatura)

### Trama
Walden, temendo di precipitare con l'aereo, confessa a Zoey di amarla ma non viene corrisposto; il giorno dopo va a casa sua per chiederle spiegazioni, ma la donna, in procinto di partire per affari, non gli risponde e lui in ascensore incontra un'altra ragazza, la sua vicina di casa Jennifer. Zoey poi gli telefona dicendogli di avere paura a confessare di amarlo perché ha avuto brutte esperienze in passato, ma vista Jennifer lo lascia; Walden, Alan e Lindsay si dirigono quindi a Londra e qui Zoey lo perdona e gli confessa di amarlo. Jake intanto riesce a portarsi a letto Jennifer.

## Manipolazione e incubazione
- Titolo originale: The War Against Gingivitis
- Diretto da: James Widdoes
- Scritto da: Chuck Lorre e Lee Aronsohn (soggetto); Eddie Gorodetsky, Jim Patterson e Don Reo (sceneggiatura)

### Trama
Bridget avverte Walden che Billy, un suo ex socio con cui si è lasciato molto male, ha un nuovo progetto da sottoporgli: inizialmente i due non vogliono nemmeno vedersi, ma poi Alan li riappacifica. Questi, lasciato solo, cerca amicizia in Berta, che tuttavia tenta di coinvolgerlo nei suoi loschi giri. Billy confessa a Walden di essere andato a letto con Bridget dopo il loro divorzio ma i due portano comunque a conclusione il loro progetto.

## Mamme!
- Titolo originale: Palmdale, Ech
- Diretto da: James Widdoes
- Scritto da: Chuck Lorre e Lee Aronsohn (soggetto); Eddie Gorodetsky, Jim Patterson e Don Reo (sceneggiatura)

### Trama
Lindsay e Alan vanno a prendere alla sua casa di riposo la madre della donna, Jean, con cui la figlia non ha un grande rapporto, mentre Jake e Eldrige tentano di convincere Walden ad assumerli dopo essersi diplomati. Lindsay e Alan portano a cena con loro le rispettive madri, che fanno subito amicizia e per di più finiscono a letto insieme.

## Il terzo socio
- Titolo originale: Grandma's Pie
- Diretto da: James Widdoes
- Scritto da: Eddie Gorodetsky, Jim Patterson e Don Reo (soggetto); Chuck Lorre e Lee Aronsohn (sceneggiatura)

### Trama
Zoey torna dall'Inghilterra e si arrabbia quando Walden le rivela di aver creato una società di software con Billy e Bridget, mentre Jean prende la decisione di trasferirsi da Evelyn. Walden organizza quindi una cena con Bridget e Zoey per risolvere la situazione ma non va molto bene: decide quindi di chiedere a Zoey di trasferirsi da lui assieme ad Ava, ma la donna gli dice che è possibile solo a condizione che Alan e Jake se ne vadano.

## Il dolce profumo della libertà
- Titolo originale: Mr. Hose Says 'Yes
- Diretto da: James Widdoes
- Scritto da: Lee Aronsohn e Susan Beavers (soggetto); Chuck Lorre, Eddie Gorodetsky, Jim Patterson e Don Reo (sceneggiatura)

### Trama
Walden informa Alan che nella settimana successiva Zoey e Ava vivranno a casa sua per cui lui si vede costretto a trasferirsi da Lindsay. Walden, nonostante l'entusiasmo iniziale, dopo poco non regge più i ritmi imposti dalla piccola mentre ad Alan va anche peggio, per cui i due decidono di ritornare alla situazione originale.

## Visita dall'inferno
- Titolo originale: Why We Gave Up Women
- Diretto da: James Widdoes
- Scritto da: Chuck Lorre e Lee Aronsohn (soggetto); Eddie Gorodetsky, Jim Patterson e Don Reo (sceneggiatura)

### Trama
Tornato a casa Walden riceve l'affetto di Zoey e Ava e ha un ripensamento, ma quando lo comunica Alan questi viene colto da un leggero attacco di cuore. In ospedale Alan sogna suo fratello Charlie, reincarnato nel corpo di una donna, che lo sprona a smettere di vivere sulle spalle degli altri e a cominciare una nuova vita; Alan quindi si trasferisce in un buco malfamato ma suo fratello riappare di nuovo per dirgli che lo ha semplicemente preso in giro. Alan ritorna quindi da Walden e simula un secondo infarto, che convince il giovane a riaccoglierlo a casa sua.
- Guest star: Kathy Bates (fantasma di Charlie)

## Sensi di colpa
- Titolo originale: The Straw In My Donut Hole
- Diretto da: James Widdoes
- Scritto da: Eddie Gorodetsky, Jim Patterson e Don Reo (soggetto); Chuck Lorre, Lee Aronsohn e Susan Beavers (sceneggiatura)

### Trama
Ritornato a casa di Walden, Alan diviene oggetto di grandi attenzioni da parte di tutta la sua famiglia e non solo: l'unica a non fidarsi completamente è Zoey. Il cardiologo che lo visita informa Alan che il suo cuore è perfetto, ma l'uomo lo convince a tacere per prolungare il suo periodo di piacere. Alla fine tuttavia Zoey lo scopre e la pacchia finisce.
- Guest star: Jason Alexander (cardiologo)

## Jake alle armi
- Titolo originale: Oh Look! Al-Qaeda!
- Diretto da: James Widdoes
- Scritto da: Chuck Lorre e Lee Aronsohn (soggetto); Eddie Gorodetsky, Jim Patterson e Don Reo (sceneggiatura)

### Trama
Jake e Eldridge finalmente si diplomano e i rispettivi genitori cominciano a fare pressione su di loro per fargli mettere ordine nella loro vita. Su "incarico" di Lindsay e Judith, Alan ottiene da Walden e Billy due posti di lavoro per i due ragazzi, che tuttavia combinano subito dei guai. I due quindi si arruolano nell'esercito e Jake, prima di partire, riceve l'affetto di tutta la famiglia.